# Il segno del male
Il segno del male (I, Alex Cross) è un romanzo poliziesco dello scrittore statunitense James Patterson e fa parte di una serie di romanzi sul detective Alex Cross.

## Trama
Il detective Alex Cross si sta godendo una festa di compleanno con la sua famiglia quando riceve una telefonata dai suoi capi per informarlo che Caroline, l'unica figlia di 24 anni del suo defunto fratello Blake, è stata trovata assassinata in Virginia. Cross e la sua fidanzata Briana Stone si precipitano a Richmond, in Virginia, e sono scioccati nello scoprire che il corpo di Caroline è stato trovato smembrato (molto probabilmente da una cippatrice) nel bagagliaio di un'auto guidata da qualcuno con connessioni al crimine organizzato.
Cross prende il caso e una delle sue prime fermate è l'appartamento di Caroline. Cross è scioccato nello scoprire che ha vissuto solo a pochi chilometri da lui e non l'ha mai contattato. È inoltre scioccato nello scoprire che, in base al locale dell'appartamento e all'ampio guardaroba di lingerie all'interno, Caroline era una escort di alto livello. Ulteriori indagini rivelano che diversi altri giovani con legami con la prostituzione di fascia alta sono stati anche assassinati o scomparsi in circostanze sospette e che le attività di scorta di Caroline l'hanno portata in un club segreto a Culpeper, in Virginia, chiamato Blacksmith Farms, dove potrebbe avere ho incontrato un personaggio mascherato ultra-segreto di nome Zeus.
Nel corso della sua indagine, Cross viene contrastato da varie persone a Washington, compresi i servizi segreti e il presidente degli Stati Uniti, che vogliono che tutti gli consegnino le sue indagini. Cross rifiuta ed è quasi costretto a rinunciare ai suoi sforzi investigativi quando il suo vecchio amico dell'FBI Ned Mahoney raccomanda a Cross di seguire il comando fornito da un contadino di campagna.
Il protagonista risulta essere una escort che ha visto Zeus senza la sua maschera. Tutti gli accompagnatori, come la nipote di Cross, Caroline, che videro Zeus senza la sua maschera furono rapidamente uccisi e il loro corpo smembrato. Questa scorta, tuttavia, è riuscita a scappare, ma non prima di essere colpita alla schiena. Il contadino è riuscito a trovarla e ad allattarla in salute. La scorta rivela che Zeus è in realtà Theodore Vance, marito dell'attuale presidente americano Maggie Vance. Theodore Vance ha una compulsione per i giovani escort ed è in grado di indulgere in esso con l'aiuto di varie persone (come i dettagli del suo servizio segreto) che vogliono tacere per proteggere l'attuale amministrazione presidenziale.
Cross partecipa a una festa al Kennedy Center di Washington per interrogare Theodore Vance sul suo legame con Zeus. Sentendo che l'amministrazione del presidente Vance sta per essere abbattuta dall'arresto di Theodore Vance, l'agente dei servizi segreti personali di Theodore Vance (Dan Cormorant), in un ultimo atto di lealtà verso il suo paese, spara e uccide Theodore Vance. Il cormorano viene immediatamente ucciso da altri agenti dei servizi segreti.
Uccidendo Vance, Cormorant ha permesso all'amministrazione presidenziale di Vance di sopravvivere e ha risparmiato al paese l'imbarazzo di uno scandalo sessuale. Invece, Theodore Vance sarà ricordato come un coniuge presidenziale che fu tragicamente e inspiegabilmente ucciso da un agente dei servizi segreti canaglia. Alex chiede a Bree di sposarlo mentre Kyle Craig fa una telefonata a Cross, affermando che vuole "divertirsi" con Cross, ma gli darà una pausa dal suo caso con Zeus.

## Edizioni
- James Patterson, Il segno del male, Longanesi, 2013.